# Leucaena diversifolia
Leucaena diversifolia là một loài thực vật có hoa trong họ Đậu. Loài này được (Schltdl.) Benth. miêu tả khoa học đầu tiên.

## Hình ảnh

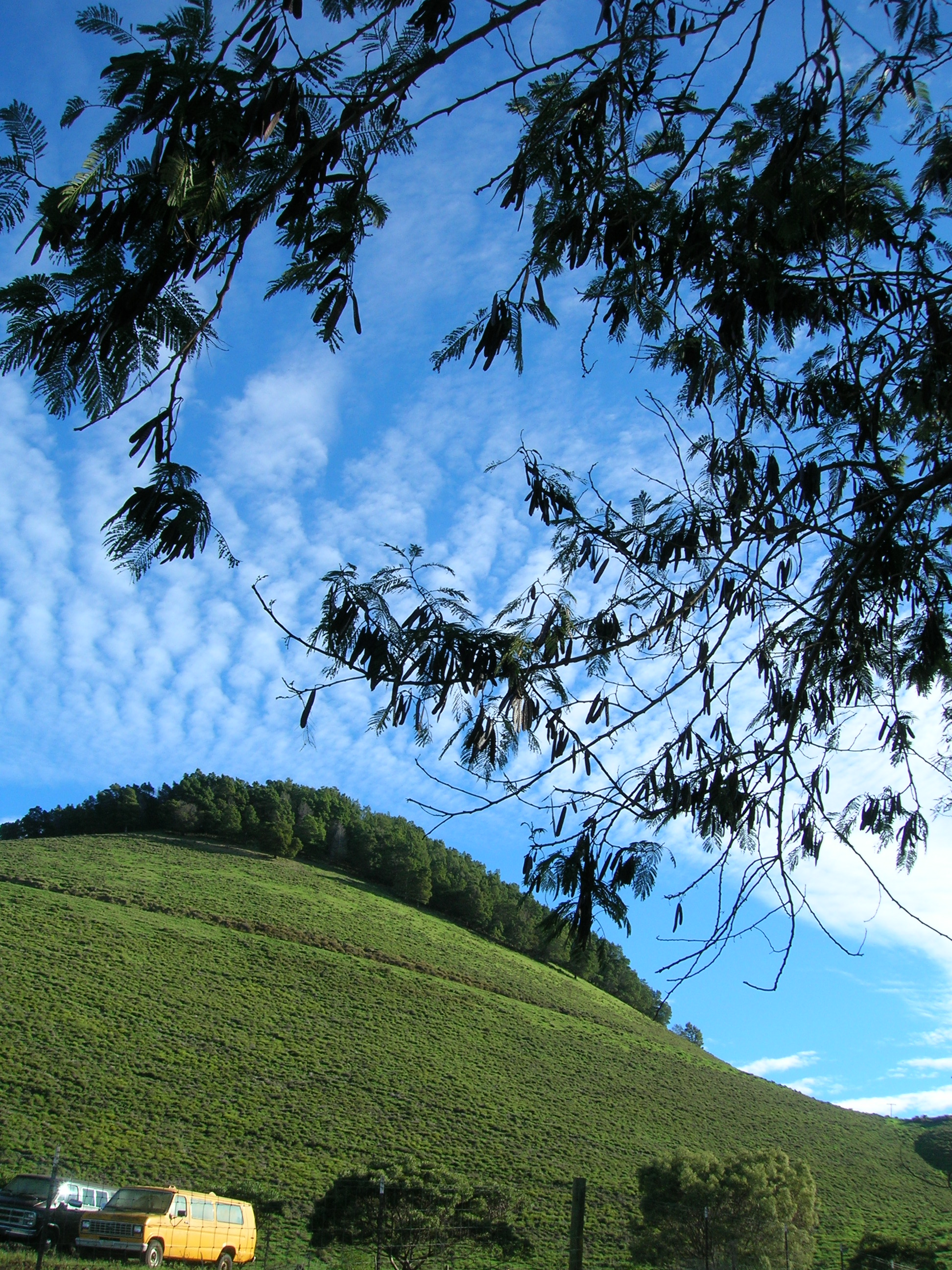
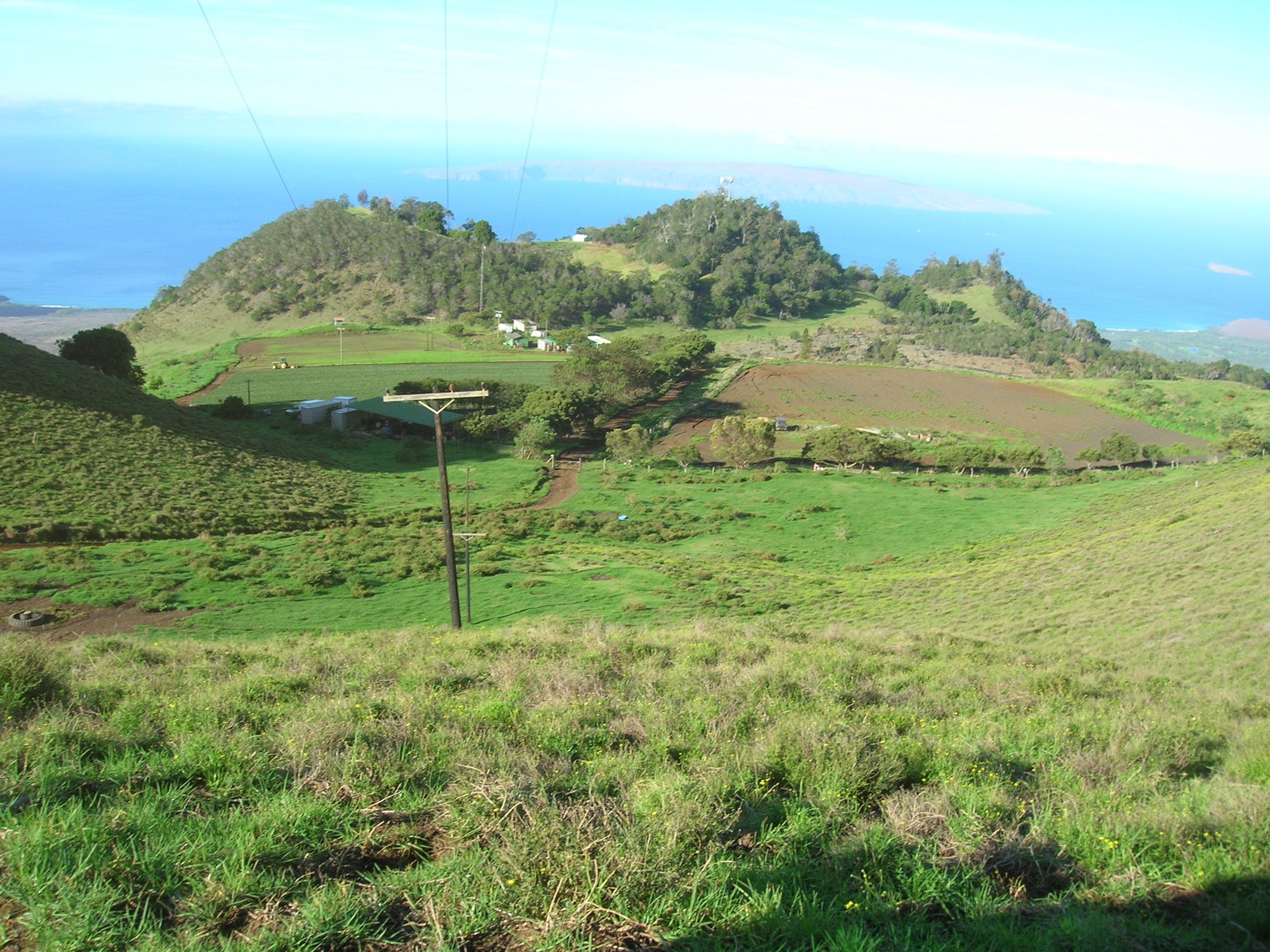
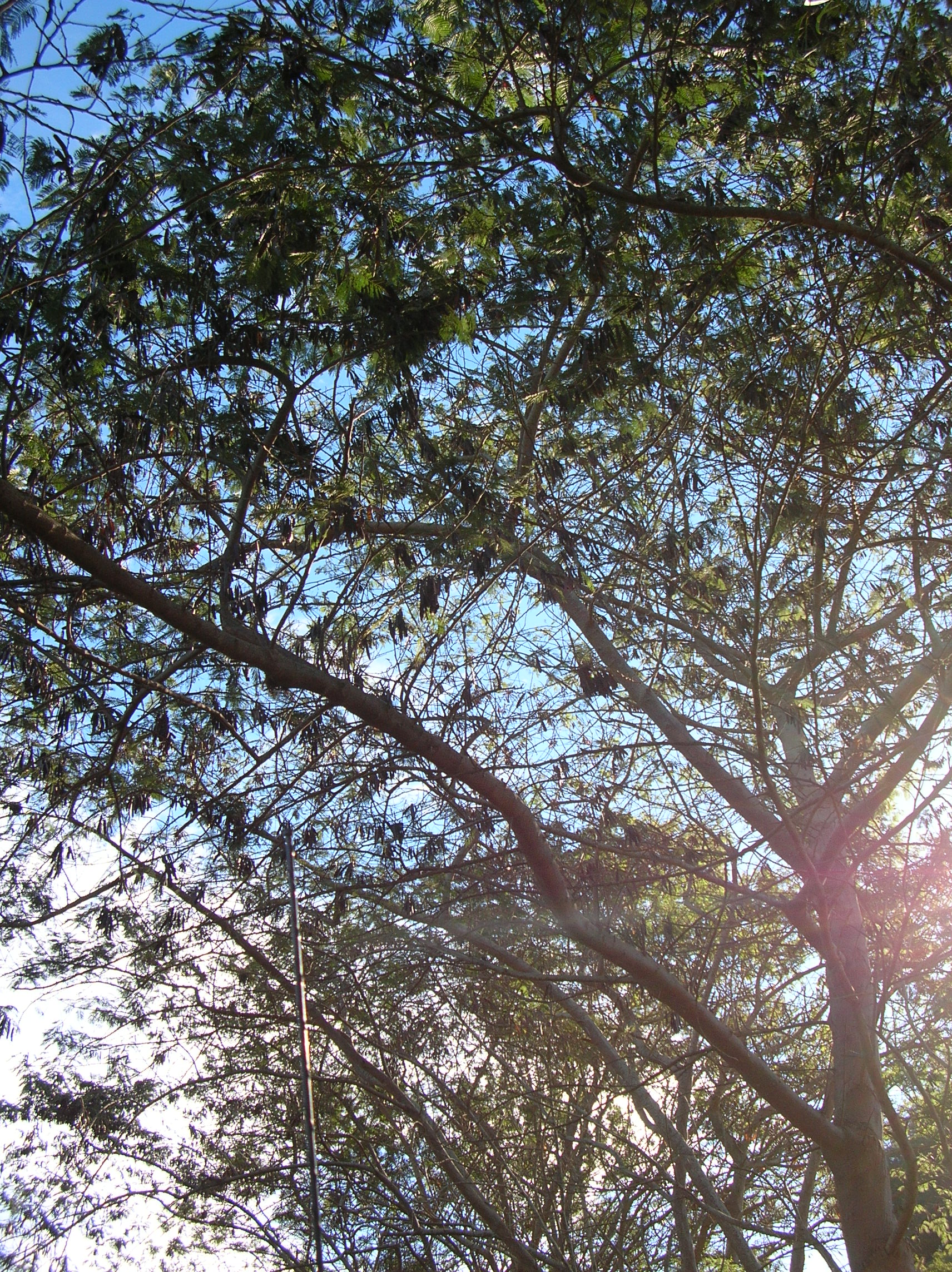